# Josephoartigasia monesi
{{#ifeq:0|0|{{#if:|{{#if:Josephoartigasiamonesi|[[]}}|}}}}
Josephoartigasia monesi — вимерлий вид південноамериканських гризунів з родини пакаранових, є найбільшим відомим гризуном, важив приблизно 1 тонну. За підрахунками, він жив від чотирьох до двох мільйонів років тому на території, що зараз займає Уругвай. Вид названий на честь на честь палеонтолога Альваро Монеса.

## Опис
Вид приблизно був 2.5 м завдовжки та 1.2 м заввишки. Його різці мали довжину понад 30 см. Тварина важила ≈ 1 тонну й годувалася м'якими травами. Вид був визнаний на основі скам'янілостей черепа довжиною 53 см.